# NGC 7298
NGC 7298 (również PGC 69033) – galaktyka spiralna (Sc), znajdująca się w gwiazdozbiorze Wodnika. Odkrył ją Albert Marth 7 sierpnia 1864 roku.
W galaktyce tej zaobserwowano supernową SN 2012gc.